# 借種 (電影)
《借种》是一部於1987年上映的電影。該片由林權澤講述，講述了朝鲜王朝是富有貴族和貧窮僕人之間的戀情。
電影在1987年亞洲影展贏得多項榮譽，包括最佳影片、最佳導演、最佳女主角和最佳女配角。女主角姜受延飾演的代孕母親廣受讚譽，並在1987年威尼斯电影节贏得最佳女演員。

## 劇情
申氏貴族嘗試孕育男性接班人來繼承家族，申家長孫尚奎（李九淳飾演）與妻子尹氏（方姬）無法生出男性接班人，尹氏允許他尋找種女繁衍男性後代。在尋找種女的過程，申氏無意碰見17歲少女玉女（姜受延）。她是名貧窮但精力充沛的女孩，並說到會為了錢什麼都能做。玉女倔強的本性吸引了申氏，並影響他選擇她成為小孩的母親。玉女的社會地位雖為僕人，但他們之間的關係隨著關係的推進而改變。玉女必須遵守在白天要隱藏起來的規則，並在尹氏選擇的時間內進行性交儀式。無論發生什麼事情，玉女不能離開她被藏匿的住宅。因申氏的熱戀和玉女的依戀，兩人秘密地進行這富有激情的戀情。不幸的是兩人被抓到，導致兩人分開。玉女的母親（金炯子飾演）嘗試勸阻，並告訴她現實真相使他們分開。就算兩人的違法行為被罵，他們還是持續見面。之後玉女為申姓產出繼承人，但是她不知道申姓會跟她一起還是帶著孩子永遠離開她，最終以死亡了結一生。

## 演員與角色
- 姜受延 飾演 玉女
- 李九淳 飾演 申尚奎
- 韓銀珍 飾演 申家母親
- 尹良河 飾演 叔父申治浩
- 金炯子 飾演 婢女
- 方姬 飾演 夫人尹氏
- 柳明順
- 金政河

## 改編
電影影響了1989年馬拉雅拉姆語電影《達沙拉塔姆》。

## 外部連結
- Cho, Eunsun. . James, David E. & Kim Kyung-hyun  (编). . Detroit: Wayne State University Press. 2002: 84–106. ISBN 0-8143-2869-5.
- . Asian Media Access. 2000  [2007-11-20]. （原始内容存档于2001-01-13）.
- . 5th Festival of Korean Cinema in Italy. 2007  [2007-10-31]. （原始内容存档于2016-03-23）.
- Fountain, Clarke. . Allmovie.   [2007-10-25].[永久]
- . TimeOut London. 2007  [2007-11-20]. （原始内容存档于2007-09-29）.
- 互联网电影数据库（IMDb）上《借種》的资料（英文）
- 韩国电影数据库（KMDb）上《借種》的資料